# Kamiennik (Karkonosze)
Kamiennik (czes. Luboch, niem. Wasserkoppe, 1296 m n.p.m.) − szczyt górski położony w zachodniej części Karkonoszy, na granicy państwowej z Czechami. Poniżej szczytu, na wys. 1293,7 znajduje się punkt pomiarowy, co spowodowało, że w przewodnikach i na wielu mapach szczytowi przypisano zaokrągloną wysokość 1294 (zob. np.).
Szczyt położony w zachodniej części Śląskiego Grzbietu, pomiędzy Szrenicą na wschodzie a Mumlawskim Wierchem na zachodzie. Zbudowany jest z granitu karkonoskiego. Wierzchołek i okolice porośnięte są kosodrzewiną. Niżej rosną lasy świerkowe regla górnego. Północne zbocza są podmokłe, z licznymi torfowiskami wiszącymi – wiszarami, które zasilane są wodą z licznych źródeł.
Przez szczyt przechodzi Granica państwowa między Polską a Czechami. Leży w obrębie Karkonoskiego Parku Narodowego i czeskiego Karkonoskiego Parku Narodowego (czes. Krkonošský národní park, KRNAP).
Na północno-wschodnim stoku Kamiennika znajdowała się strażnica WOP. Obecnie można skorzystać z miejsc noclegowych. Nie ma tu bufetu.

## Szlaki turystyczne
Północnym zboczem Kamiennika biegnie szlak turystyczny:
- zielony z Jakuszyc na Halę Szrenicką.